# París-Roubaix 1985
La 83.ª edición de la carrera ciclista París-Roubaix tuvo lugar el 14 de abril de 1985 y fue ganada por el Francés Marc Madiot en solitario. La prueba contó con 268 kilómetros legando el ganador en un tiempo de 7h 21' 10".

## Clasificación final

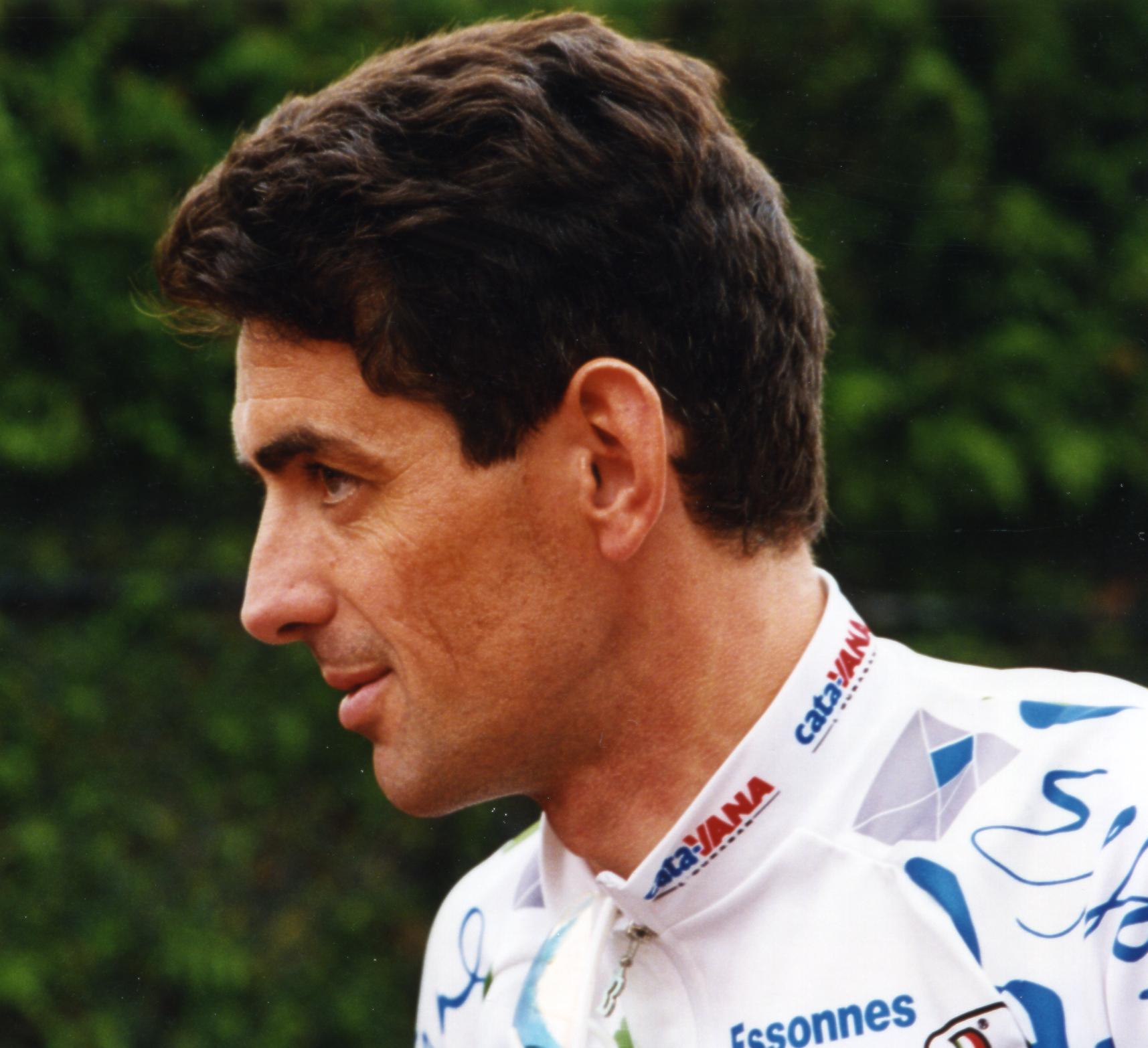
Marc Madiot ganador en esta edición

| Posición | Ciclista            | Equipo        | Tiempo     |
| -------- | ------------------- | ------------- | ---------- |
| 1        | Marc Madiot         | Renault-Elf   | 7h 21' 10" |
| 2        | Bruno Wojtinek      | Renault-Elf   | + 1' 51"   |
| 3        | Sean Kelly          | Skil          | + 2' 09"   |
| 4        | Greg LeMond         | La Vie Claire | m. t.      |
| 5        | Rudy Dhaenens       | Hitachi       | m. t.      |
| 6        | Eddy Planckaert     | Panasonic     | m. t.      |
| 7        | Jozef Lieckens      | Lotto         | m. t.      |
| 8        | Hennie Kuiper       | Verandalux    | + 3' 30"   |
| 9        | Adrie van der Poel  | Kwantum       | m. t.      |
| 10       | Ferdi van den Haute | La Redoute    | + 5' 04"   |